# Elizeba Cherono
Elizeba Cherono (6 juni 1988) is Nederlandse langeafstandsloopster van Keniaanse komaf. Ze woont sinds 2012 in Nederland als partner van fysiotherapeut Menno Franken, die zij tijdens een trainingskamp in Iten leerde kennen en met wie zij in 2012 naar Nederland kwam. Vanaf 2011 heeft zij aan veel wegwedstrijden in Nederland deelgenomen en er inmiddels verschillende gewonnen. In februari 2016 veroverde zij, twee weken nadat zij haar Nederlands paspoort had ontvangen, haar eerste Nederlandse titel op de 10 km tijdens de Groet uit Schoorl Run. Na haar zwangerschap (eind 2017) heeft Cherono geen wedstrijden meer gelopen tot ze in oktober 2023 haar rentree maakte tijdens de Dam tot damloop.

## Loopbaan
Cherono kwam sinds 2011 bij verschillende vooraanstaande wegwedstrijden in Nederland als eerste over de finish, zoals bij de halve marathon van Venlo in 2011 en 2014 en de Bredase Singelloop in 2011 en 2015. Daarnaast scoorde zij podiumplaatsen in wedstrijden als de Parelloop (tweede in 2011), de Singelloop Utrecht (tweede in 2011) en de Montferland Run (derde in 2013). De tweede keer dat Cherono de Bredase Singelloop won, deed zij dit in een tijd van 1:10.10. Met deze tijd voldeed zij aan de kwalificatie-eis voor de Europese kampioenschappen die deze zomer in Amsterdam plaatsvinden. De Atletiekunie moet zich nog uitspreken over de vraag, of de voormalige Keniaanse nu ook zal worden geselecteerd voor deze kampioenschappen.
Op 13 februari 2016 bevestigde Elizeba Cherono haar Nederlanderschap door onder koude omstandigheden in Schoorl in 34.02 het Nederlands kampioenschap op de 10 km voor zich op te eisen. Zij versloeg hierbij Jamie van Lieshout (tweede in 34.10) en Ruth van der Meijden (derde in 34.26).
Op 20 maart 2016 liep Elizeba Cherono tijdens de Venloop een tijd van 1:12.42. Opnieuw bleef zij hiermee onder de EK-limiet voor de halve marathon van 1:13.10, nu echter als Nederlandse. Op 3 april won Cherono de halve marathon van Berlijn in een tijd van 1:10.43 en bleef daarmee wederom ruim onder de EK-limiet.

## Privé
Elizeba Cherono is woonachtig in Roosendaal en volgt een opleiding tot Verzorgende IG (individuele gezondheidszorg).

## Nederlandse kampioenschappen
| Onderdeel | Jaar |
| --------- | ---- |
| 10 km     | 2016 |

## Persoonlijke records
Baan
| Onderdeel | Prestatie | Datum        | Plaats     |
| --------- | --------- | ------------ | ---------- |
| 3000 m    | 9.06,62   | 10 juli 2015 | Utrecht    |
| 5000 m    | 15.35,43  | 12 juni 2015 | Wageningen |
| 10.000 m  | 32.15,53  | 29 juni 2016 | Hengelo    |

Weg
| Onderdeel      | Prestatie | Datum             | Plaats        |
| -------------- | --------- | ----------------- | ------------- |
| 4 Eng. mijl    | 20.20     | 13 oktober 2013   | Groningen     |
| 10 km          | 32.07     | 2 oktober 2016    | Utrecht       |
| 15 km          | 50.27     | 1 december 2013   | 's-Heerenberg |
| 10 Eng. mijl   | 53.26     | 18 september 2016 | Amsterdam     |
| 20 km          | 1:07.05   | 7 oktober 2012    | Breda         |
| halve marathon | 1:10.10   | 4 oktober 2015    | Breda         |
| 25 km          | 1:26.59   | 10 mei 2015       | Berlijn       |
| marathon       | 2:29.07   | 2 juli 2017       | Gold Coast    |

## Palmares

### 5000 m
- 2014: 4e Global Athletics in Nijmegen - 15.40,60
- 2015:  Tartlétos Loopgala in Wageningen - 15.35,43
- 2015:  Wageningen - 15.48,85

### 10.000 m
- 2016:  Gouden Spike - 32.34,09

### 10 km
- 2011:  Parelloop – 32.45
- 2011:  Klap tot Klap Loop in Stadskanaal - 33.19
- 2011:  Marathon van Leiden – 32.09
- 2011:  Singelloop Utrecht – 32.13
- 2012:  Sint Bavoloop in Rijsbergen - 33.39
- 2012:  Stadsloop Appingedam - 34.09
- 2012:  Wiezo Run in Wierden - 33.04
- 2013:  Sint Bavoloop in Rijsbergen - 33.21
- 2013:  Stadsloop Appingedam - 32.26
- 2013:  Hemmeromloop - 34.07
- 2013: 4e Singelloop Utrecht – 32.53
- 2014:  Marathon van Leiden - 33.05
- 2014:  Loopfestijn Voorthuizen - 35.27
- 2015:  Hilversum City Run - 32.37
- 2015:  Stadsloop Appingedam - 32.12
- 2015:  Loopfestijn Voorthuizen - 37.39
- 2016:  NK te Schoorl – 34.02[2]
- 2016:  Singelloop Utrecht - 32.07
- 2017:  NK in Schoorl - 33.00
- 2017:  Marathon van Leiden - 32.32
- 2017:  Hemmeromloop - 34.22
- 2024: 4e NK - 33.15

### 15 km
- 2011:  Klaverbladloop in Zoetermeer - 52.07
- 2011: 7e Zevenheuvelenloop - 51.39
- 2012:  Dotterbloemloop in Zoetermeer - 51.45
- 2013:  Montferland Run - 50.27

### 10 Engelse mijl
- 2013:  Diepe Hel Holterbergloop - 57.15
- 2015: 6e Dam tot Damloop - 54.18
- 2015:  Mooiste de Loop - 56.04
- 2016: 5e Dam tot Damloop - 53.26
- 2016:  Great South Run - 53.54
- 2023: 11e Dam tot Damloop - 56.38

### halve marathon
- 2011:  halve marathon van Venlo - 1:11.26
- 2011:  Bredase Singelloop - 1:11.42
- 2012: 4e Bredase Singelloop - 1:10.48
- 2014:  halve marathon van Venlo - 1:10.15
- 2015:  Bredase Singelloop - 1:10.10
- 2015:  halve marathon van Berlijn - 1:10.56
- 2015: 6e halve marathon van Kopenhagen - 1:10.52
- 2016: 4e halve marathon van Venlo - 1:12.42
- 2016: 26e EK - 1:13.27
- 2016:  Great Birmingham Run - 1:13.42
- 2017:  City-Pier-City Loop - 1:10.20
- 2017:  halve marathon van Berlijn - 1:10.43
- 2017: 4e halve marathon van Zwolle- 1:14.52
- 2023:  NK te Breda - 1:14.32

### marathon
- 2017: 4e Marathon van Gold Coast - 2:29.07

### overige afstanden
- 2013: 9e 4 Mijl van Groningen - 20.20
- 2015:  25 km van Berlijn - 1:26.59

### veldlopen
- 2015: 13e Warandeloop (8 km) - 28.32
- 2016:  Warandeloop (8.000 m) - 27.24
- 2016: 10e EK - 25.57